# تورزا ویلکزا
تورزا ویلکزا (به لاتین: Turza Wilcza) یک منطقهٔ مسکونی در لهستان است که در Gmina Tłuchowo واقع شده‌است.